# Międzynarodowy Festiwal Muzyczny w Mielcu
Międzynarodowy Festiwal Muzyczny (do 2000 roku Międzynarodowy Festiwal Organowy) – festiwal poświęcony muzyce poważnej organizowany w lipcu, sierpniu i wrześniu, corocznie od 1998 w Mielcu. Festiwal organizowany jest przez Samorządowe Centrum Kultury w Mielcu przy współpracy z Parafią Matki Bożej Nieustającej Pomocy w Mielcu, która dysponuje organami uznawanymi za jedne z najlepszych w kraju. Dyrektorem festiwalu jest Jacek Tejchma.

## Edycje festiwalu

### V Międzynarodowy Festiwal Muzyczny (2002)
W ramach tej edycji festiwalu miejsce miały następujące koncerty:
| Data        | Miejsce      | Koncert                                                                            |
| ----------- | ------------ | ---------------------------------------------------------------------------------- |
| 21 czerwca  | kościół MBNP | Maurycy Merunowicz – organy                                                        |
| 21 czerwca  | kościół MBNP | Orkiestra Kameralna Polskiego Radia „Amadeus” pod dyrekcją Agnieszki Duczmal       |
| 2 lipca     | kościół MBNP | Jaroslav Tůma – organy                                                             |
| 14 lipca    | kościół MBNP | Gerhard Johannes Gnann – organy                                                    |
| 31 lipca    | kościół MBNP | - Wacław Golonka - „Affabre Concinui”                                              |
| 13 sierpnia | kościół MBNP | - Marek Toporowski - Praski Kwartet Gitarowy                                       |
| 20 sierpnia | kościół MBNP | Ludger Lohmann                                                                     |
| 27 sierpnia | kościół MBNP | - Istvan Ella – organy - Orkiestra Kameralna „Camerata Academia” - Tytus Wojnowicz |

### VI Międzynarodowy Festiwal Muzyczny (2003)
W ramach tej edycji festiwalu miejsce miały następujące koncerty:
| Data        | Miejsce      | Koncert |
| ----------- | ------------ | --- |
| 18 czerwca  | kościół MBNP | - Julian Gembalski – organy - Waldemar Malicki – fortepian - Kwartet Smyczkowy Amar Corde |
| 1 lipca     | kościół MBNP | - Joachim Grubich – organy - Czech Philharmonic Brasses – Filharmonicy Prascy |
| 6 lipca     | kościół MBNP | - Gwendolyn Bradley – sopran - Artur Jaroń – fortepian - Tomasz Ślusarczyk – trąbka |
| 17 lipca    | kościół MBNP | - Olga Jefremowa – organy - Irina Krasilina – sopran |
| 22 lipca    | kościół MBNP | - Jaroslav Tůma – organy - Orkiestra Kameralna Concerto Polacco pod dyr. Marka Toporowskiego |
| 29 lipca    | kościół MBNP | Bernhard Haas – recital organowy |
| 19 sierpnia | kościół MBNP | - Balys Vaitkus – recital organowy - Close Harmony Friends - A'Cappella Vocal Group |
| 30 sierpnia | kościół MBNP | Georg Friedrich Händel – Oratorium, Mesjasz - Paul Esswood – kontratenor - Katarzyna Wiwer – sopran - Piotr Tarcholik – koncertmistrz - Orkiestra Filharmoników Krakowskich i Kameralistów Przemyskich - Chór Collegium Vocale i soliści pod dyr. Waltera Johannesa Becka |

### VII Międzynarodowy Festiwal Muzyczny (2004)
W ramach tej edycji festiwalu miejsce miały następujące koncerty:
| Data        | Miejsce      | Koncert |
| ----------- | ------------ | --- |
| 30 czerwca  | kościół MBNP | - Sinfonietta Cracovia - Krzysztof Penderecki – dyrygent                                                                            |
| 8 lipca     | kościół MBNP | - Robert Brodacki (organy) - Męski Chór „Swietilen” Staroczerkaskiego Monastyru z Rostowa nad Donem - Siergiej Piwowarow – dyrygent |
| 20 lipca    | kościół MBNP | Ivan Sokol – recital organowy |
| 27 lipca    | kościół MBNP | Martin Sander – recital organowy |
| 17 sierpnia | kościół MBNP | - Roman Szlaużys – organy - David Staff – trąbka - Orkiestra Kameralna Filharmonii Krakowskiej                                      |
| 26 sierpnia | kościół MBNP | - Małgorzata Walewska – mezzosopran - Artur Jaroń – fortepian                                                                       |
| 2 września  | kościół MBNP | - Stanisław Drzewiecki – fortepian - Maria Machowska – skrzypce - Orkiestra Kameralna „Wirtuozi Lwowa”                              |

### VIII Międzynarodowy Festiwal Muzyczny (2005)
W ramach tej edycji festiwalu miejsce miały następujące koncerty:
| Data        | Miejsce              | Koncert |
| ----------- | -------------------- | --- |
| 25 czerwca  | kościół MBNP         | Gloria – J.F. Haendel, Magnificat – J.S. Bach, Preludium – J. F. Charpentier - Zespół Madrygalistów „Capella Cracoviensis” - Orkiestra Kameralna Filharmonii Krakowskiej - Anna Mikołajczyk – sopran - Katarzyna Wiwer – sopran - Agnieszka Monasterska – alt - Paweł Skałuba – tenor - Mirosław Borczyński – bas - Stanisław Krawczyński – dyrygent |
| 3 lipca     | sala widowiskowa SCK | Skaldowie symfonicznie - Andrzej i Jacek Zielińscy - Orkiestra Symfoniczna Filharmonii Świętokrzyskiej - Bohdan Jarmołowicz – dyrygent |
| 14 lipca    | kościół MBNP         | Tryptyk Rzymski – koncert Stanisława Soyki z zespołem |
| 2 sierpnia  | kościół MBNP         | Slava Chevliakov – recital organowy |
| 9 sierpnia  | kościół MBNP         | Ludger Lohmann – organy (koncert odwołany) |
| 21 sierpnia | kościół MBNP         | - Arkadiusz Bialic – organy - Męski Chór „RUSTAVI” |
| 30 sierpnia | kościół MBNP         | Jesus tes mea – M. Sęp-Szarzyński, kantaty J.S. Bacha - Władysław Szymański – organy - Olga Pasiecznik – sopran - Kwartet „PRIMA VISTA” |
| 9 września  | kościół MBNP         | Msza Koronacyjna – W.A. Mozart (promocja płyty CD nagranej w czerwcu 2004 roku na organach kościoła pw. MBNP w Mielcu) - Józef Serafin – organy - Chór I Liceum Ogólnokształcącego w Mielcu - Chór Nauczycielski „Akord” ZNP i SCK w Mielcu - Orkiestra Symfoniczna Filharmonii Rzeszowskiej - Jerzy Kosek – dyrygent                                |

### IX Międzynarodowy Festiwal Muzyczny (2006)
W ramach tej edycji festiwalu miejsce miało 7 koncertów:
| Data        | Miejsce              | Koncert |
| ----------- | -------------------- | --- |
| 22 czerwca  | sala widowiskowa SCK | Koncerty Mozartowskie na orkiestrę i jeden, dwa i trzy fortepiany - Stanisław Drzewiecki – fortepian - Tatiana Szebanowa – fortepian - Jarosław Drzewiecki – fortepian - Orkiestra Symfoniczna Filharmonii Częstochowskiej - Jerzy Salwarowski – dyrygent |
| 27 czerwca  | sala widowiskowa SCK | Justyna Steczkowska – koncert (program z płyt Alkimja, Femme Fatale, Naga) |
| 6 lipca     | sala widowiskowa SCK | - Adam Makowicz – fortepian - Leszek Możdżer – fortepian |
| 17 lipca    | kościół MBNP         | - Konstanty Andrzej Kulka – skrzypce - Tytus Wojnowicz – obój - Anton Birula – teorba - Maria Erdman – klawesyn - Kwartet „Prima Vista” |
| 31 lipca    | kościół MBNP         | Recital organowy Mistrz i Uczeń - Andrzej Chorosiński – organy - Bartosz Jakubczak – organy |
| 22 sierpnia | kościół MBNP         | Chór Kameralny Madrygalistów Sofijskich – Śpiewy Kościoła Bułgarskiego |
| 29 sierpnia | kościół MBNP         | Requiem d-moll Wolfganga Amadeusa Mozarta - Krakowska Radiowa Orkiestra Symfoniczna i soliści – dyrygent Marek Pijarowski - Chór Młodzieżowy I Liceum Ogólnokształcącego im. Stanisława Konarskiego w Mielcu - Chór Nauczycielski „Akord” ZNP i SCK       |

### XI Międzynarodowy Festiwal Muzyczny (2008)
W ramach tej edycji festiwalu miejsce miały następujące koncerty:
| Data        | Miejsce              | Koncert |
| ----------- | -------------------- | --- |
| 3 lipca     | Plac Armii Krajowej  | - Gwendolyn Bradley – sopran - Janusz Wolny – baryton - Orkiestra Filharmonii Częstochowskiej - Janusz Powolny – dyrygent |
| 7 lipca     | sala widowiskowa SCK | - Zen Hu-Gothoni – erhu - Polska Orkiestra Radiowa - Jurek Dybał – dyrygent, kontrabas |
| 5 sierpnia  | sala widowiskowa SCK | Anna Maria Jopek – recital |
| 19 sierpnia | Kościół MBNP         | Jean Pierre Lecauday – recital organowy |
| 25 sierpnia | Kościół MBNP         | - Narodowy Chór „Madrigal” - Marin Constantin – dyrygent |
| 3 września  | sala widowiskowa SCK | Noc hiszpańska - Miriam Scharoni – sopran - Alina Mleczko – saksofon - Radiowa Orkiestra Symfoniczna w Krakowie - Hermann Breuer – dyrygent                                                                                           |
| 9 września  | Kościół MBNP         | koncert muzyki Henryka Mikołaja Góreckiego w 75. rocznicę urodzin - Elżbieta Towarnicka – sopran - Józef Serafin – organy - Chór Polskiego Radia w Krakowie - Włodzimierz Siedlik – dyrygent - Henryk Mikołaj Górecki – gość honorowy |

### XII Międzynarodowy Festiwal Muzyczny (2009)
W ramach tej edycji festiwalu miejsce miały następujące koncerty:
| Data        | Miejsce              | Koncert |
| ----------- | -------------------- | --- |
| 18 czerwca  | Plac Armii Krajowej  | Trzech polskich tenorów - Dariusz Stachura - Adam Zdunikowski - Paweł Skałuba - Orkiestra Symfoniczna Filharmonii Śląskiej w Katowicach - Janusz Powolny – dyrygent - Małgorzata Jarecka, Artur Jaroń – prowadzenie koncertu                                                                        |
| 4 lipca     | sala widowiskowa SCK | Koncert na 2 flety Andante i Rondo op. 25 – F. Doppler, I Koncert D-dur na skrzypce i orkiestrę – N. Paganini, Symfonia Londyńska D-dur nr 104 – J. Haydn - Polska Orkiestra Sinfonia Iuventus - Agata Kielar – flet - Łukasz Długosz – flet - Mariusz Patyra – skrzypce - Jerzy Swoboda – dyrygent |
| 6 lipca     | sala widowiskowa SCK | Pasjans na dwóch - Grzegorz Turnau - Andrzej Sikorowski |
| 27 lipca    | kościół pw. MBNP     | Niebo odwiedza ziemię – koncert muzyki epoki romantyzmu - „Voces Aequales” - Sarah Van Mol – sopran - Cristel De Meulder – sopran - Noelle Schepnes – mezzosopran - Jan Van Mol – organy |
| 31 lipca    | sala widowiskowa SCK | "Fanfara Zimbrul" – Bałkańskie szaleństwo w stylu Gorana Bregovica, folklor rumuński i cygański |
| 26 sierpnia | kościół pw. MBNP     | Bach na fortepian i organy - Adam Makowicz - Marek Kudlicki |
| 7 września  | kościół pw. MBNP     | V Symfonia organowa f-moll op. 42 – Ch. Widor - Vincent de Pol – organy V Symfonia c-moll op. 67 – L. van Beethoven - Orkiestra Symfoniczna Filharmonii Rzeszowskiej - Tadeusz Wojciechowski – dyrygent                                                                                             |